# Valangin
Valangin is een plaats en voormalige gemeente in het Zwitserse kanton Neuchâtel en telt 415 inwoners.

## Geschiedenis
Valangin maakte deel uit van het district Val-de-Ruz tot op 31 december 2017 de districten van het kanton Neuchâtel werden opgeheven. De gemeente ging op 1 januari 2021 op in de gemeente Neuchâtel.

## Geboren in Valangin
- Jean-François Balmer (1946), acteur

## Externe link

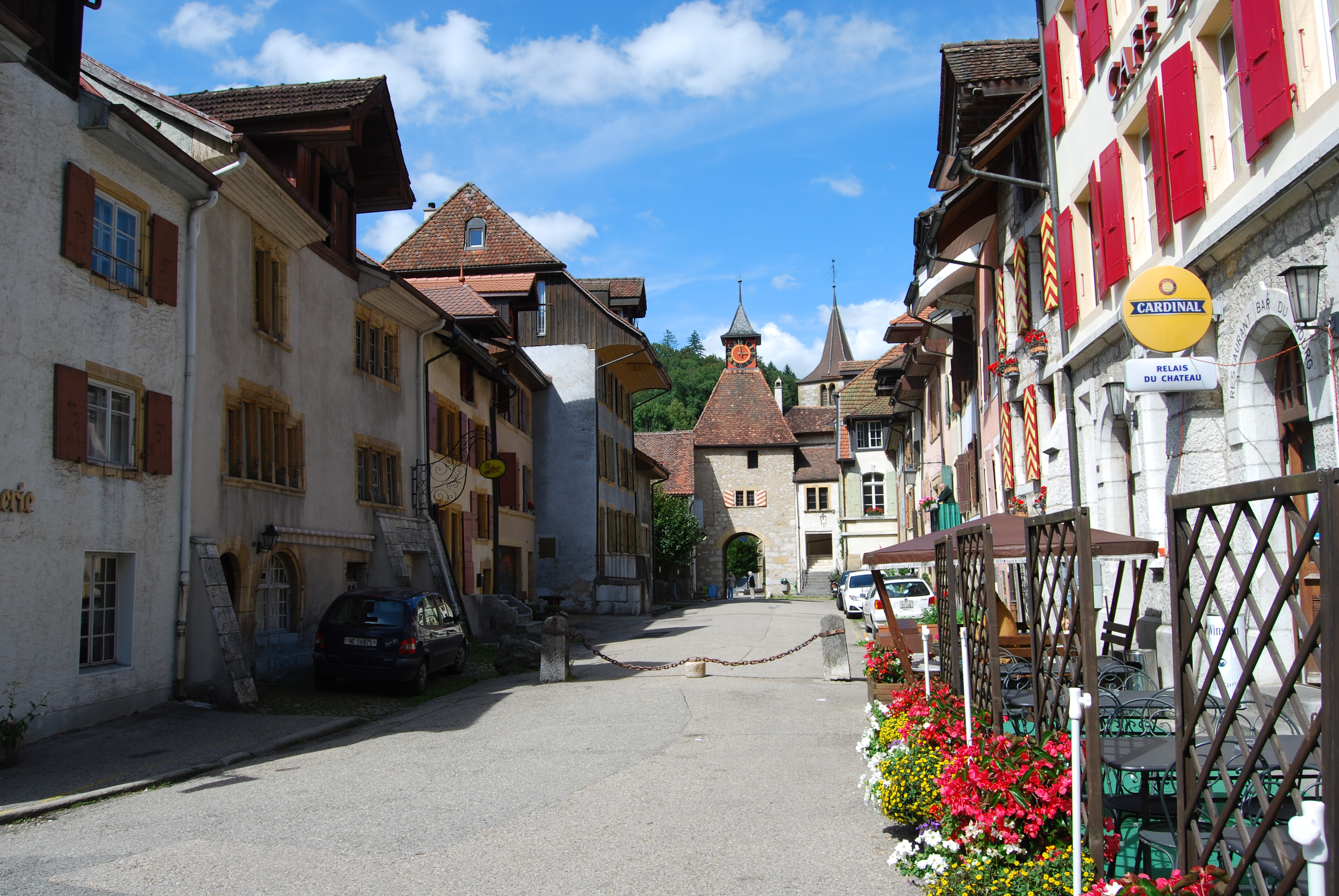
Valangin